# Abbott y Costello

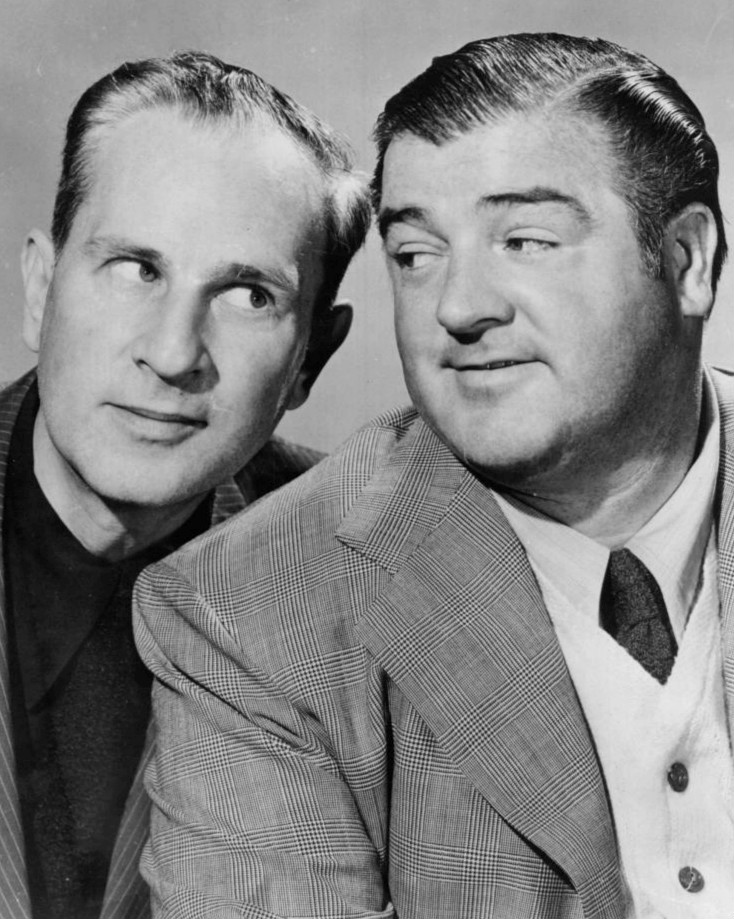
Abbott y Costello

Abbott and Costello (en español Abbott y Costello) fue un dúo cómico estadounidense compuesto por Bud Abbott y Lou Costello, cuyo trabajo en el teatro, la radio, el cine y la televisión los llevó a la fama en la década de 1940. Con el sketch ¿Quién está en primera?, que se hizo famosísimo, marcaron las pautas de muchos gags semejantes en años posteriores.

## Carrera

Abbott y Costello con Carmen Miranda, 1939.

El dúo cómico hizo su primera aparición en la radio en febrero de 1938, en el conocido show "La hora de Kate Smith". Inicialmente, las similitudes entre sus voces fue una dificultad para los oyentes. El problema se resolvió con Costello interpretando una voz infantil aguda. "¿Quién está en primera?" fue presentada por primera vez para la audiencia de la radio nacional al mes siguiente. Se mantuvieron en el programa de radio durante dos años, al tiempo que realizaban algunos papeles en Broadway como "The Streets of Paris" en 1939.
En 1940 fueron contratados por la productora Universal Studios para la película One Night in the Tropics. Con Universal firmaron un contrato a largo plazo, y su segunda película, Buck Privates, (1941) los convirtió en estrellas de taquilla. En la mayoría de las películas los dos cómicos pudieron utilizar lor mismos recursos que ya habían utilizado en los escenarios. Universal también agregó en sus películas números deslumbrantes, como la intervención de The Andrews Sisters, Ted Lewis y su orquesta, Ella Fitzgerald, y otros actos musicales. 
El dúo realizó treinta y seis películas juntos entre 1940 y 1956. Abbott y Costello se encuentran entre los artistas más populares y mejor pagados en el mundo durante la Segunda Guerra Mundial. 
Entre sus películas se incluyen Agárrame ese fantasma (1941), Crimen a medianoche (1942), Dos caraduras con suerte (1942), El fantasma huye (1946), Abbott y Costello contra los fantasmas (1948) y Abbott y Costello contra el hombre invisible (1951), con las estrellas del terror Béla Lugosi, Lon Chaney, Jr. y Boris Karloff.

### Radio

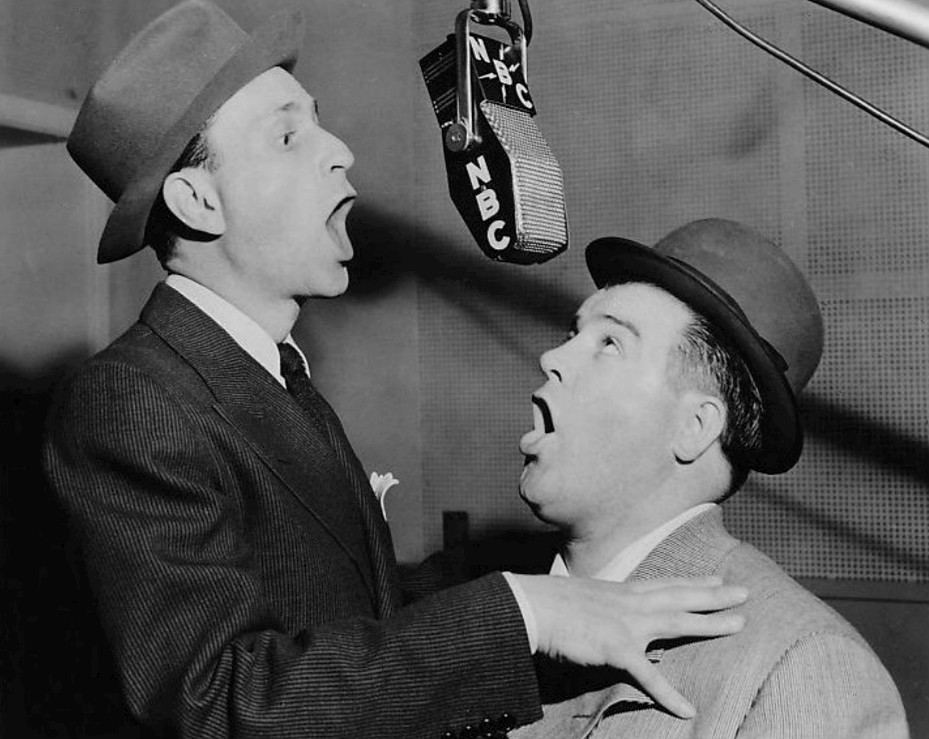
Abbott y Costello en los estudios de Radio de la NBC, 1942.

Después de trabajar como sustitutos de verano de Fred Allen, Abbott y Costello se unieron a Edgar Bergen y Charlie McCarthy en la hora de Chase y Sanborn en 1941, mientras que dos de sus películas (Buck Privadas y Hold That Ghost) fueron adaptados para el programa de radio "Lux Radio Theater". También lanzaron su propio programa semanal el 8 de octubre de 1942, patrocinado por los cigarrillos Camel.
El dúo también protagonizó un programa para niños de 30 minutos en la radio llamado (The Abbott and Costello Children's Show), que se emitía los sábados por la mañana, con la niña cantante Mae Slaughter y el niño locutor Johnny McGovern. 

### Televisión
En 1951, fueron contratados por una cadena de televisión y participaron en The Colgate Comedy Hour de la  NBC. Cada programa, de una hora en directo, contaba con actores de vodevil, frente a un público de teatro. La revitalización de las actuaciones de los cómicos fue dando a sus gags habituales un brillo nuevo.
A partir de 1952 filmaron una serie de media hora, The Abbott and Costello Show.La serie apareció en redifusión en las estaciones locales de todo el país. Basada en esencia en su serie de radio, el programa gira en torno a dos desempleados. Uno de los gags fue el del cobro del alquiler del departamento donde vive la pareja. Abbott perpetuamente insiste a Costello para que consiga un trabajo con que pagar el alquiler. En la serie el Sr. Sidney Fields es el dueño del departamento, y Hillary Brooke es una vecina amiga que a veces se involucra en los problemas de Abbott y Costello. Otro protagonista fue Joe Besser como Stinky, un niño afeminado de 40 años de edad, vestido con un traje de pequeño Lord. Gordon Jones fue el policía Mike, que siempre pierde la paciencia con Lou.

## Etapa final
A mediados de la década de 1950 la popularidad de Abbott y Costello se desvaneció debido, en parte, a su  exposición excesiva. Eran los tiempos en los que el dúo Martin y Lewis, compuesto por Dean Martin y Jerry Lewis, eran el objeto de atención. 
Bud Abbott se retiró del cine en 1956, luego de filmar junto a Costello Dance with Me, Henry.
Lou Costello hizo sus últimas apariciones en la televisión, como The Steve Allen Show. También participó en episodios de General Electric Theater y Wagon Train.

## En la cultura popular
En Sherlock (serie de televisión), el segundo capítulo de la segunda temporada (The Hounds of Baskerville), un militar de una base secreta bromea irritado sobre un par de alienígenas estrellados en los 60: "Los llamamos Abbott y Costello", le dice a Sherlock.
En la película La llegada (Arrival) de 2016, protagonizada por Amy Adams y Jeremy Renner, al dúo de extraterrestres con el que se logran comunicar se le denomina como Abbott y Costello.

## Filmografía
| Año  | Título                                             | Lou Costello Rol                                                       | Bud Abbott Rol               | Notas                                                     |
| ---- | -------------------------------------------------- | ---------------------------------------------------------------------- | ---------------------------- | --------------------------------------------------------- |
| 1940 | One Night in the Tropics                           | Costello                                                               | Abbott                       | Universal                                                 |
| 1941 | Buck Privates                                      | Herbie Brown                                                           | Slicker Smith                | Universal                                                 |
| 1941 | In the Navy                                        | Pomeroy Watson                                                         | Smokey Adams                 | Universal                                                 |
| 1941 | Hold That Ghost                                    | Ferdinand Jones                                                        | Chuck Murray                 | Universal                                                 |
| 1941 | Keep 'Em Flying                                    | Heathcliffe                                                            | Blackie Benson               | Universal                                                 |
| 1942 | Ride 'Em Cowboy                                    | Willoughby                                                             | Duke                         | Universal                                                 |
| 1942 | Rio Rita                                           | Wishy Dunn                                                             | Doc                          | Primera de las tres películas para la Metro Goldwyn Mayer |
| 1942 | Pardon My Sarong                                   | Wellington Phlug                                                       | Algy Shaw                    | Universal                                                 |
| 1942 | Who Done It?                                       | Mervyn Milgrim                                                         | Chick Larkin                 | Universal                                                 |
| 1943 | It Ain't Hay                                       | Wilbur Hoolihan                                                        | Grover Mickridge             | Universal                                                 |
| 1943 | Hit the Ice                                        | Tubby McCoy                                                            | Flash Fulton                 | Universal                                                 |
| 1944 | In Society                                         | Albert Mansfield                                                       | Eddie Harrington             | Universal                                                 |
| 1944 | Lost in a Harem                                    | Harvey Garvey                                                          | Peter Johnson                | M-G-M                                                     |
| 1945 | Here Come the Co-Eds                               | Oliver Quackenbush                                                     | Slats McCarthy               | Universal                                                 |
| 1945 | The Naughty Nineties                               | Sebastian Dinwiddie                                                    | Dexter Broadhurst            | Universal                                                 |
| 1945 | Abbott and Costello in Hollywood                   | Abercrombie                                                            | Buzz Kurtis                  | Última película para M-G-M                                |
| 1946 | Little Giant                                       | Benny Miller                                                           | John Morrison / Tom Chandler | Universal                                                 |
| 1946 | The Time of Their Lives                            | Horatio Prim                                                           | Cuthbert / Dr. Greenway      | Universal                                                 |
| 1947 | Buck Privates Come Home                            | Herbie Brown                                                           | Slicker Smith                | Secuela de Buck Privates, Universal                       |
| 1947 | The Wistful Widow of Wagon Gap                     | Chester Wooley                                                         | Duke Egan                    | Universal                                                 |
| 1948 | The Noose Hangs High                               | Tommy Hinchcliffe                                                      | Ted Higgins                  | Eagle-Lion                                                |
| 1948 | Abbott and Costello Meet Frankenstein              | Wilbur Gray                                                            | Chick Young                  | Universal                                                 |
| 1948 | Mexican Hayride                                    | Joe Bascom / Humphrey Fish                                             | Harry Lambert                | Universal                                                 |
| 1949 | Africa Screams                                     | Stanley Livington                                                      | Buzz Johnson                 | United Artists                                            |
| 1949 | Abbott and Costello Meet the Killer, Boris Karloff | Freddie Phillips                                                       | Casey Edwards                | Universal                                                 |
| 1950 | Abbott and Costello in the Foreign Legion          | Lou Hotchkiss                                                          | Bud Jones                    | Universal                                                 |
| 1951 | Abbott and Costello Meet the Invisible Man         | Lou Francis                                                            | Bud Alexander                | Universal                                                 |
| 1951 | Comin' Round the Mountain                          | Wilbert Smith                                                          | Al Stewart                   | Universal                                                 |
| 1952 | Jack and the Beanstalk                             | Jack                                                                   | Sr. Dinklepuss               | En color; Warner Bros.                                    |
| 1952 | Lost in Alaska                                     | George Bell                                                            | Tom Watson                   | Universal                                                 |
| 1952 | Abbott and Costello Meet Captain Kidd              | Oliver "Puddin' Head" Johnson                                          | Rocky Stonebridge            | En color; Warner Bros.                                    |
| 1953 | Abbott and Costello Go to Mars                     | Orville                                                                | Lester                       | Universal                                                 |
| 1953 | Abbott and Costello Meet Dr. Jekyll and Mr. Hyde   | Tubby                                                                  | Slim                         | Universal                                                 |
| 1955 | Abbott and Costello Meet the Keystone Kops         | Willie Piper                                                           | Harry Pierce                 | Universal                                                 |
| 1955 | Abbott and Costello Meet the Mummy                 | Costello (erróneamente listado en la película como "Freddie Franklin") | Peter Patterson              | Universal                                                 |
| 1956 | Dance with Me, Henry                               | Lou Henry                                                              | Bud Flick                    | Última película como dúo; United Artists                  |
| 1959 | The 30 Foot Bride of Candy Rock                    | Artie Pinsetter                                                        | -                            | Lou Costello solo; Columbia                               |
| 1965 | The World of Abbott and Costello                   |                                                                        |                              | Recopilación de películas                                 |

### Abbott y Costello en televisión
| Año       | Título                               | Actor                     | Rol            | Notas                             |
| --------- | ------------------------------------ | ------------------------- | -------------- | --------------------------------- |
|           |                                      |                           |                |                                   |
| 1952–1954 | The Abbott and Costello Show         | Bud Abbott - Lou Costello | Bud and Lou    | 52 Episodios                      |
| 1958      | Wagon Train                          | Lou Costello              | Tobias Jones   | "The Tobias Jones Story"          |
| 1961      | General Electric Theater             | Bud Abbott                | Ernie Kauffman | "The Joke's On Me" (04 / 16 / 61) |
| 1967–1968 | The Abbott and Costello Cartoon Show | Bud Abbott                | Voz            | 156 Episodios                     |